# Football Frenzy
Football Frenzy (フットボールフレンジー, en japonais) est un jeu vidéo de football américain développé et édité par SNK en 1992 sur Neo-Geo MVS, Neo-Geo AES et en 1994 sur Neo-Geo CD (NGM / NGH 034),,.